# Hamed Sohrabnejad
Hamed Sohrabnejad (in persiano حامد سهراب‌نژاد‎; Sanandaj, 7 maggio 1983) è un cestista iraniano, vincitore del FIBA Asia Championship 2009 con l'Iran.

## Carriera
Con l'Iran ha disputato i Giochi olimpici di Pechino 2008 e cinque edizioni dei Campionati asiatici (2003, 2005, 2009, 2011, 2013).